# Walton (släkt)
Walton är en amerikansk näringslivssläkt som är USA:s mest förmögna släkt med en total förmögenhet på 267 miljarder amerikanska dollar (Forbes; 8 februari 2024) alternativt 432 miljarder dollar (Bloomberg; 2024). Släktens förmögenhet härrör främst från Walmart, världens största detaljhandelsföretag efter omsättning, som grundades 1962 av bröderna Sam Walton och Bud Walton. Släkten äger minst 46,19% av detaljhandelsföretaget varav 37,3% ägs av släktens förvaltningsbolag Walton Enterprises.

## Medlemmar
Ett urval av medlemmarna i släkten.
- Thomas Gibson Walton (1892–1984)[5] och Nancy Lee Lawrence (1898–1950)[6].
  - Sam Walton (1918–1992)[7], företagsledare som medgrundade Walmart tillsammans med sin bror Bud Walton[8] och ledde företaget mellan 1962 och 1992[9].
    - Helen Walton (1917–2007, flicknamn: Robson)[10], filantrop och maka till Sam Walton.[11]
      - S. Robson Walton (1944–), företagsledare och son till Sam och Helen Walton.[12]
        - Okänd (19??–), före detta maka till S. Robson Walton.
          - Carrie Walton Penner (1970–), filantrop och dotter till S. Robson Walton[13].
            - Greg Penner (1969–), riskkapitalist och företagsledare samt make till Carrie Walton Penner[13].

        - Christy Funk (19??–), före detta maka till S. Robson Walton.[14]
        - Melani Lowman Walton (1974–), maka till S. Robson Walton.[15]

      - John T. Walton (1946–2005)[16], företagsledare och son till Sam och Helen Walton.[12]
        - Christy Walton (1949–, flicknamn: Tallant), filantrop och maka till John T. Walton.[12]
          - Lukas Walton (1986–), ekolog och filantrop samt son till John T. Walton och Christy Walton[17].

      - Jim Walton (1948–), företagsledare, bankdirektör och son till Sam och Helen Walton.[12]
        - Lynne McNabb (19??–), maka till Jim Walton.[17]
          - Steuart Walton (1981–), styrelseledamot för Walmart och entreprenör.[18] Han är son till Jim och Lynne McNabb[17].
            - Kelly Rohrbach (1990–), skådespelare, fotomodell och maka till Steuart Walton.[17]

      - Alice Walton (1949–), konstsamlare och dotter till Sam och Helen Walton.[12]

  - Bud Walton (1921–1995)[19], företagsledare som medgrundade Walmart tillsammans med sin bror Sam Walton och var delaktig i företaget fram tills Sam Waltons död 1992.[8]
    - Audrey J. Walton (1924–, flicknamn okänt), maka till Bud Walton.[20]
      - Ann Walton Kroenke (1948–), filantrop och idrottsledare samt dotter till Bud och Audrey Walton[20].
        - Stan Kroenke (1947–), företags- och idrottsledare samt make till Ann Walton Kroenke.[21]
          - Whitney Kroenke (1977–), filmproducent[22] och filantrop[23] samt dotter till Stan Kroenke och Ann Walton Kroenke[21].
          - Josh Kroenke (1980–), företags- och idrottsledare samt son till Stan Kroenke och Ann Walton Kroenke.[21]

      - Nancy Walton Laurie (1951–), filantrop och dotter till Bud och Audrey Walton[20].
        - Bill Laurie, (1952–)[24], företags- och idrottsledare samt make till Nancy Walton Laurie.[25]

### Galleri

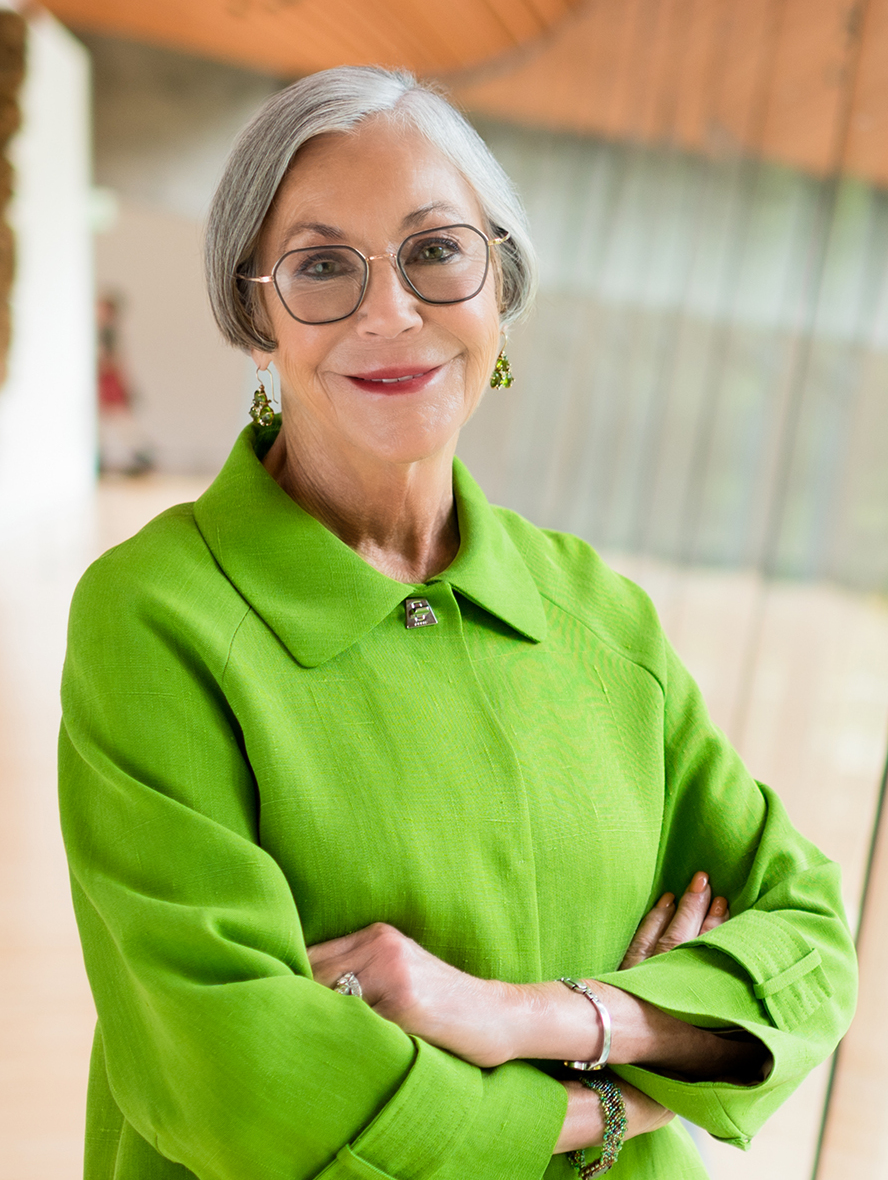
Alice Walton, 2021.
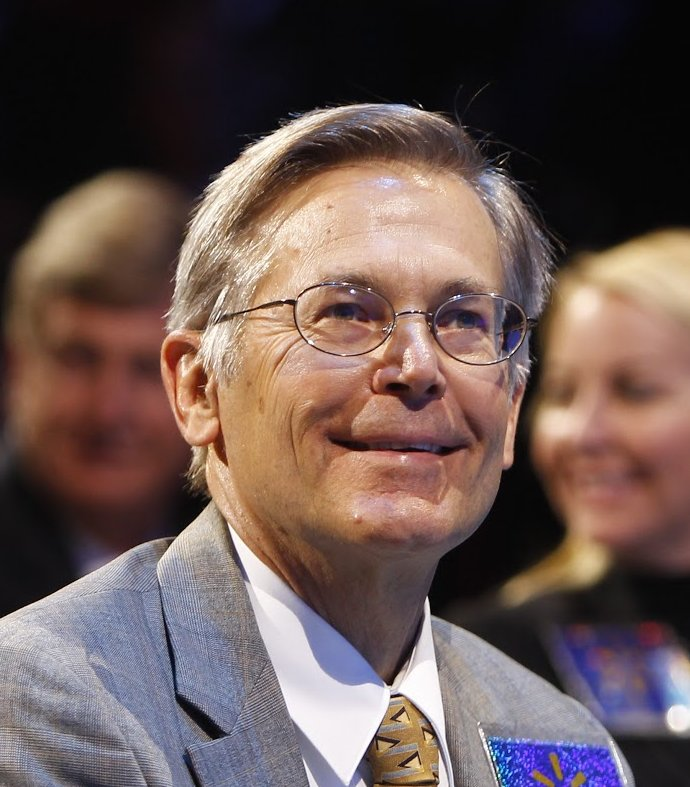
Jim Walton, 2011.
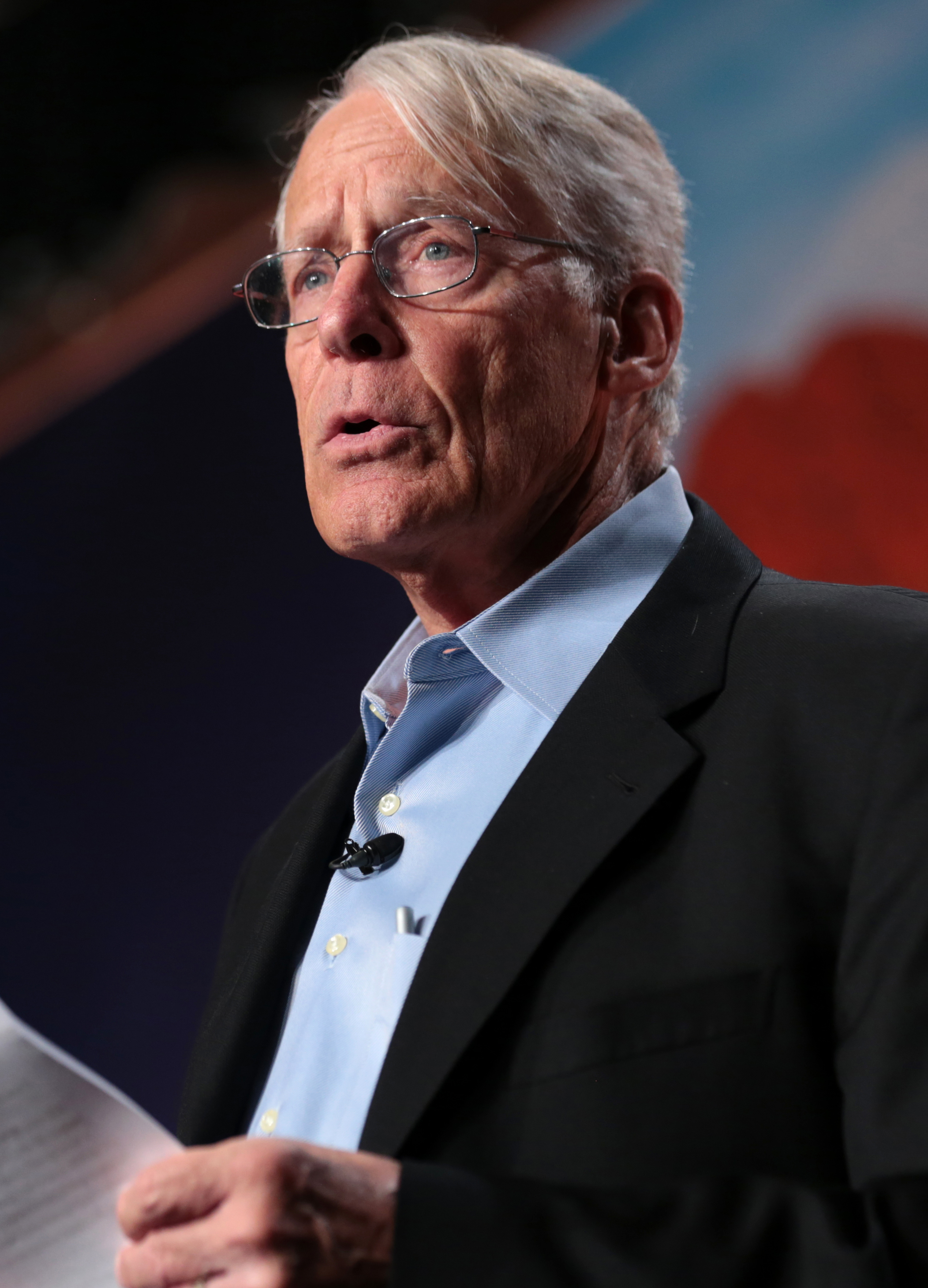
S. Robson Walton, 2017.
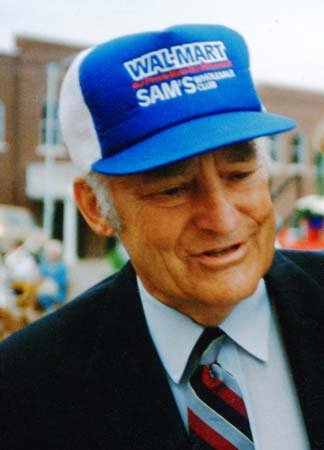
Sam Walton, 1983–1990.
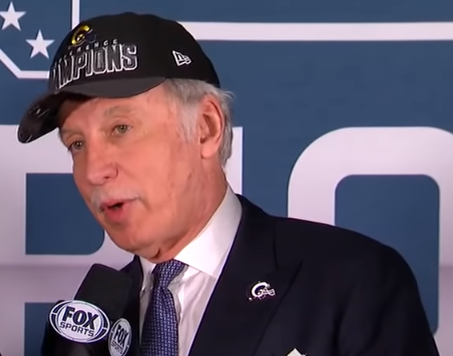
Stan Kroenke, 2019.

## Förmögenheter
Numrerna avser vart personen ligger på Forbes miljardärslista.
Uppdaterat: 26 mars 2025.
| Nr  | Namn                | Förmögenhet (2025)         | Förmögenhet vid sin död           | Källa  |
| --- | ------------------- | -------------------------- | --------------------------------- | ------ |
| 14  | S. Robson Walton    | 103,6 miljarder dollar     |                                   | [ 26 ] |
| 15  | Jim Walton          | 102,4 miljarder dollar     |                                   | [ 27 ] |
| 18  | Alice Walton        | 94,8 miljarder dollar      |                                   | [ 28 ] |
|     | Sam Walton          | 47,8–52,3 miljarder dollar | 21,0–23,0 miljarder dollar (1992) | [ 29 ] |
| 47  | Lukas Walton        | 35,8 miljarder dollar      |                                   | [ 30 ] |
|     | John T. Walton      | 29,7 miljarder dollar      | 18,2 miljarder dollar (2005)      | [ 31 ] |
|     | Helen Walton        | 25,2 miljarder dollar      | 16,4 miljarder dollar (2007)      | [ 32 ] |
| 110 | Stan Kroenke        | 18,0 miljarder dollar      |                                   | [ 33 ] |
| 115 | Christy Walton      | 17,4 miljarder dollar      |                                   | [ 34 ] |
| 170 | Nancy Walton Laurie | 13,8 miljarder dollar      |                                   | [ 35 ] |
| 196 | Ann Walton Kroenke  | 12,1 miljarder dollar      |                                   | [ 36 ] |
|     | Bud Walton          | 2,1 miljarder dollar       | 1 miljard dollar (1994)           | [ 37 ] |

## Tillgångar
- Arvest Bank, amerikansk bankkoncern som ägs till störst del av släkten.
- Walmart, amerikanskt detaljhandelsföretag.
- Walton Enterprises, amerikanskt förvaltningsbolag.
- Walton Family Foundation, amerikansk välgörenhetsstiftelse